# Trinidad (Uruguay)
Trinidad is een stad in Uruguay en tevens de hoofdstad van het departement Flores. De stad telt 25.031 inwoners (2006). De stad werd op 14 april 1804 gesticht onder de naam Santísima Trinidad de los Porongos.

## Geboren
- Gonzalo Castro Irazábal (1984), voetballer